# Aspey Brook
Aspey Brook (ook Aspen Brook) is een plaats in de Canadese provincie Newfoundland en Labrador. De plaats bevindt zich op Random Island en maakt deel uit van het local service district Random Island West.

## Geografie
Aspey Brook ligt in het westen van Random Island, een groot eiland voor de oostkust van Newfoundland. De plaats ligt aan de noordelijke oever van dat eiland, met name aan Smith Sound, een zijarm van Trinity Bay. Aspey Brook is via de weg enkel bereikbaar vanuit Snooks Harbour, een dorp dat in vogelvlucht 2,5 km naar het westen toe ligt.

## Geschiedenis
In 1983 kreeg de plaats voor het eerst een beperkte vorm van lokaal bestuur doordat ze deel ging uitmaken van het nieuw opgerichte local service district (LSD) Elliott's Cove-Snook's Harbour-Aspey Brook. In 1996 werd dat LSD opgeheven en ging Aspey Brook deel uitmaken van het grotere LSD Random Island West.
Tussen 1991 en 1996 steeg het inwoneraantal van Aspey Brook van 56 naar 59. Sinds de volkstelling van 1996 worden er niet langer demografische data voor de plaats verzameld, daar ze deel is gaan uitmaken van de designated place Random Island West.